# Kommentatoren
Kommentatoren ist die Sammelbezeichnung für eine Gruppe von Rechtsgelehrten, die sich zwischen dem späten 13. und dem Ende des 15. Jahrhunderts mit den Rechtstexten des Corpus iuris beschäftigten. Mit scholastischen Methoden prägten sie den von Italien ausgehenden mos italicus, einen Rechtsbetrieb, dem im Anschluss an die glossatorisch-rationalistischen Arbeiten daran gelegen war, das tradierte römische Recht der Spätantike mit der gegenwärtigen Rechtspraxis zu vereinbaren.
Der immer wieder verwendete Begriff Konsiliator (lat. consilium: Rat, Gutachten) ist eine auf die gutachterliche Tätigkeit bezogene Bezeichnung der Kommentatoren. Da sie an die Glossatoren anschlossen, werden sie auch Postglossatoren genannt.

## Abgrenzung zu den Glossatoren
Im letzten Drittel des 11. Jahrhunderts entdeckten Vertreter der Rechtsschule von Bologna einen Teil der spätantiken Rechtskompilation des Corpus iuris Justinians wieder. Es handelte sich um die Digesten, die lange verschollen waren. Die Bearbeiter, die sich die Texte vornahmen und analysierten, versahen diese mit Randbemerkungen, den sogenannten Glossen, um sie zu erläutern und auszulegen. Aus dem Begriff der Glosse entwickelte sich die Tätigkeitsbezeichnung der Glossatoren. Sie bearbeiteten die Texte in traditioneller scholastischer Weise und griffen dabei auf die Sprachkultur des gelehrten Mittelalters zurück.
Die gelebte Rechtspraxis hingegen war vom Schaffen der Kanonisten, der Dekretisten geprägt. Zudem beeinflussten lokale Rechte und Bräuche den Rechtsalltag. Da sich die Glossatoren mit ihren selbstgewählten akademischen Limitierungen in engen Bahnen bewegten, vermochten sie auf ihre rechtliche Umgebung unmittelbar nicht einzuwirken. Der Corpus iuris bot ebenfalls keine Handlungsanweisungen. Das Gesetz Justinians bedeutete ihnen unmittelbar praktikables Recht, denn das vorgefundene römische Recht galt als Recht des abendländischen Imperiums. Es wurde ein Allgültigkeitsanspruch mit ihm verknüpft, als ius commune eingerichtet. Gleichwohl war ihnen Anerkennung häufig versagt. Getragen vom Gedanken der Vereinheitlichung, wurden die scholastische Methode und die glossatorische Arbeitsweise auch auf die kirchenrechtlichen Quellen übertragen. Vornehmlich betroffen war der Corpus Iuris Canonici. Beide Textquellen erfuhren im Mittelalter und in der frühen Neuzeit große rechtspraktische Anerkennung. Die Erläuterungen durch Glossen wurden immer detaillierter und schließlich entstanden umfangreiche Glossenapparate. Dem Accursius zuzuordnen, fand dieser Betrieb Mitte des 13. Jahrhunderts in den Glossa ordinaria seinen Höhepunkt und gleichzeitigen Abschluss. Accursius fasste verschiedene Glossenapparate zu einem einzigen Erläuterungswerk darin zusammen.
Die auf Accursius folgenden Juristen fertigten keine Glossen mehr. Die – als Kommentatoren beziehungsweise Konsiliatoren bekannten – Verfasser änderten nicht nur die Arbeitsweise, sie stützten und konzentrierten sich inhaltlich auf theologische Scholastik. Nicht allein religiöse Fragestellungen standen im Raum, der Wissenschaftsbetrieb wurde systematisiert. Diesen Bearbeitern stieß negativ auf, dass das glossierte Recht nichts zum realen kommunalen Statutarrecht beitrug, kaum aktuelle Berührungspunkte setzte. Mit dem Corpus iuris hielten sie zwar einen fundamentalem Wissensschatz in Händen, aber Fragen zur Bewältigung des Lebensalltags waren damit nicht beantwortet. Es galt, Einklang mit dem praxistauglicheren langobardischen Recht und der vorherrschenden Auslegung kanonischen Rechts herzustellen. Es entstand vielfältige Literatur, die für sich in Anspruch nehmen durfte „echtes Juristenrecht“ zu sein. Die Exegese von Recht entkoppelte sich dabei von bloßen Zeitgeist. Sie war unhistorisch (im Sinne Savignys) und ausgesprochen autoritätsgebunden. Durch diesen Impetus war ein rationalistischer Weg zur Bewältigung der rechtlichen Fragen und Probleme geebnet, auf dem sich die Jurisprudenz bewegen konnte.
Die Schriften – später wurde ihnen die Abfassung in schlechtem Latein attestiert – zeugen von ausgesprochen rechtsschöpferischer Tätigkeit. Mit ihnen wurde der sogenannte mos italicus fortentwickelt, welcher in großen Teilen Europas alsbald Anerkennung fand. Aufgrund der Kreativität, die bei der Suche nach Antworten für den Lebensalltag entwickelt wurde, kann man nicht mehr davon ausgehen, dass lediglich rezeptive Arbeit am römischen Recht betrieben wurde. Entwicklungsstufen wurden in der Zeit des juristischen Humanismus insoweit schon deutlich, als den Rechtsgelehrten erkennbar philologisches Wissen und übergeordnetes historisches Bewusstsein abgefordert war.
Zu einzelnen Gesetzesstellen (leges) des Corpus Iuris fertigten die Kommentatoren ausführliche Erläuterungen an. Sie lehnten sich deutlich weniger eng an den Quelltext an, als das noch bei den Glossatoren beobachtet werden konnte, deren Rand- und Zwischenbemerkungen weniger als wissenschaftliche Arbeit, mehr als Rationalisierungsversuche des Rechts verstanden werden. Ein Wissenschaftsbetrieb setzte daher erst mit den Kommentaren ein. Sie zwangen sich dazu in großem Umfang zu publizieren, denn mit den Kanonisten traten sie in einen regelrechten Wettstreit um juristische Neuschöpfungen. Beide wurden zu Avantgardisten moderner Privatrechtsdogmatiken und etablierten den bis ins 17. Jahrhundert vorherrschenden Stil der europäischen Jurisprudenz, der erstmals und vorübergehend durch den Purismus der Humanisten gebremst wurde. Erstmals gelang es aber auch, lokale, klerikale und römische Rechtsansätze zu harmonisieren und das römische Recht alltagstauglich zu machen. Schwierige Rechtsfälle wurden Gutachten, sogenannten consilia, zugeführt. Die Ergebnisse wurden gesammelt und veröffentlicht. Von der Gutachtertätigkeit rührt die Bezeichnung der Kommentatoren als Konsiliatoren her.
Die Kommentatoren schlossen Rechtsgebiete auf, die auf politisch-soziale und wirtschaftliche Gegebenheiten reflektierten. Institutionen und Disziplinen, für die im justinianischen Recht – von kasuistischen Regelungen abgesehen – die rechtlichen Grundlagen noch fehlten, weil sie kirchlicher oder germanischer Herkunft waren, wurden von ihnen nun entwickelt. Exemplarisch dafür stehen ein Strafrecht in complexu, ein interlokales Handelsrecht und ein Prozessrecht für daraus erwachsende Streitigkeiten. Auch das Ehegüterrecht, die Maßnahmen zu den Bodennutzungsrechten und das Korporationsrecht erlangte erst durch neu geschaffenes Recht Konturen. Veröffentlicht wurde in der Konsilienliteratur.
Soweit die öffentliche Wahrnehmung der Glossatoren vornehmlich noch von der „spirituellen Romidee des Hochmittelalters“ getragen war, so war „die Autorität der Konsiliatoren wesentlich schon in der Bewältigung einer Gegenwart begründet“, stellt Franz Wieacker fest. Die Tätigkeit der Kommentatoren – insbesondere im 14. und 15. Jahrhundert – war zudem in den Geist der kirchlichen und weltlichen Reformbemühungen eingebettet. Politisch wirkten reichsreformatorische Kräfte, in konfessioneller Hinsicht beherrschte die Reformation Grundfragen der Religion. Im Rahmen dieser Umbrüche, beeinflussten glossatorische Grundlagen zur „Theorie“, und darauf aufbauend die konsiliatorische Verwirklichung in der „Praxis“, die europäische Gesellschaftsordnung nachhaltig. Die rechtswissenschaftliche Erneuerung bediente die öffentlich eingeforderten Auseinandersetzungen mit rationalem Geist und methodischem Bewusstsein.

## Bedeutende Vertreter
Die ersten Juristen, die sich zur Kommentatorenschule rechnen lassen, waren – wie Petrus de Bellaperthica und Jacobus de Ravanis († 1296) – Ende des 13. Jahrhunderts in Südfrankreich tätig. In Italien machte insbesondere Cino da Pistoia (etwa 1270–1336), Zeitgenosse und Landsmann Dante Alighieris sowie Autor der Lectura super Codice (Kommentar zu den ersten neun Büchern des Codex Iustinianus), die neue Richtung bekannt. Zu seinen Schülern zählte Bartolus de Saxoferrato (1313–1357), der gemeinsam mit wiederum seinem Schüler Baldus de Ubaldis (1327–1400) von der Bedeutung her die Speerspitze der Kommentatorenschule dargestellt haben dürfte. In der gerichtlichen Praxis erlangten die Ansichten der beiden Juristen nahezu die Autorität von Gesetzen. Die Kommentare des Bartolus werden in der Forschung als noch bedeutender erachtet, als die Glossa ordinaria des Accursius.
Aus dem 15. Jahrhundert verdienen Paulus de Castro († 1441) und Iason de Mayno (1435–1519) hervorgehobene Erwähnung. Iason de Mayno war Lehrer von Andreas Alciatus (1492–1550), dem Begründer der neuen humanistischen Jurisprudenz, die auch als mos gallicus bezeichnet wird. Die mit dieser frühneuzeitlichen Methodenanalyse eng einhergehende philologische Textkritik beruhte auf einem konsequent freigelegten historischen Quellenverständnis. Verhältnismäßig weniger im Fokus stand die praktische Anwendung des rezipierten römischen Rechts selbst. Auch nach Iason gab es noch juristische Praktiker die kommentatorisch arbeiteten. Die Anhänger des mit dem mos italicus verbundenen Spektrums im 16. und 17. Jahrhundert (italienische Methode, weil die wichtigsten Kommentatoren Italiener waren, während die Hauptvertreter des mos gallicus in Frankreich wirkten), werden nicht mehr den Vertretern der Kommentatorenschule zugerechnet.
Die Kommentatoren (Konsiliatoren) ab dem 15. Jahrhundert begünstigten die Vollrezeption des römischen Rechts auch in Deutschland.